# 超人ハルク (テレビドラマ)
『超人ハルク』（ちょうじんハルク、The Incredible Hulk）は、アメリカン・コミック（アメコミ）の同名のキャラクターを元にした実写版テレビドラマ。アメリカCBS系で、1977年から1982年まで放送された。2023年よりユニバーサル版のパイロット版がNetflixで配信された。

## 概要
ハルクのキャラクターは、スタン・リーとジャック・カービーにより生み出され、1962年のマーベル・コミックで初登場した。
1977年、「600万ドルの男」や「地上最強の美女バイオニック・ジェミー」の制作で知られる、テレビ・プロデューサーのケネス・ジョンソンにより実写化され、2時間のパイロット版 "The Incredible Hulk" が制作された（日本では、第1・2話の「ハルク誕生」前・後編として放送）。デヴィッド・バナー博士役に「ザ・マジシャン」で主役を演じたビル・ビクスビー、変身後のハルク役には、ボディ・ビルダーで1974年度ミスター・アメリカおよびミスター・ユニバースのルー・フェリグノが配された。その後、続編の2時間版 "Return of the Incredible Hulk"（再放送などでは2パートの "Death in the Family" に改題、日本でも「一人ぼっちの相続人」前・後編として放送）が制作された後、1時間枠のドラマ・シリーズとなった。
デヴィッドからハルクへの変身は、まず激怒したデヴィッドの目（虹彩）が白くなり、皮膚が緑色に変色（ここまではビクスビー）、筋肉が盛り上がって着ていた服が裂け、ハルクへ変貌（フェリグノ）というプロセスで行われた。白い目は、カラー･コンタクトレンズを装着して表現している。また、本当なら服が裂けるのであれば、当然ズボンも裂けて脱げ落ちなければおかしいのだが、そこはテレビの規制上、同色のバミューダ・パンツで丈が短くなったように見せてしのいでいた。
毎回のストーリーは、デヴィッドが放浪先で、さまざまな人々と関わることで起こる出来事を描くことに主眼が置かれている。しかし、結局はハルクに変身して騒ぎを起こし、マクギー記者の執拗な追跡も受けて長くとどまることができず、また放浪を続けるというエンディングとなる。このパターンは、1960年代のドラマ「逃亡者」の影響を受けている。「逃亡者」は、身に覚えのない妻殺しの罪で死刑を宣告された男が、刑事の追跡を逃れながら真犯人を探し求めて逃亡を続ける物語で、細かな違いはあるものの、構図的には非常に良く似ている。
シリーズ終了後、1988年に続編のスペシャル版 "The Incredible Hulk Returns" 「新 超人ハルク／勇者伝説」が作られ、1989年には "The Trial of the Incredible Hulk" 「超人ハルク'90」、1990年には "The Death of the Incredible Hulk" 「超人ハルク／最後の闘い」が、デヴィッド・バナー役のビル・ビクスビーの監督で制作された。ビクスビーは、その後1993年に死去している。
2003年には映画「ハルク」が製作されたが、設定やストーリーには違いが見られる。また2008年にはスタッフ、キャストを一新した映画「インクレディブル・ハルク」が製作されており、元祖ハルク役者のルー・フェリグノが、警備員役で顔を見せている。

## ストーリー
科学者デヴィッド・バナー博士は、ドライブ中に起きた自動車事故で、妻ローラを失った過去を持つ。人間は非常時に潜在能力（いわゆる火事場の馬鹿力）を発揮することがあるが、デヴィッドにはそれが起きず、炎上する車から彼女を救出できなかったのだ。それ以来彼は、共同研究者のエレーナ・マークス博士と共に、潜在能力の研究に没頭していた。
やがてデヴィッドは、潜在能力を引き出すためにガンマ線を使うことを思いつき、自らの身体に照射するが、誤って大量に浴びてしまう。その結果、DNAに変調をきたした彼は、激怒すると緑色の大男に変身する体質となってしまった。しばらくすると元に戻るのだが、その間の記憶は残らないのだ。
一方、ナショナル・レジスター紙（シカゴに本社のある1960年創立の新聞社）の記者ジャック・マクギーは、デヴィッドの研究に興味を抱いて身辺を嗅ぎ回っていた。マクギーがデヴィッドの研究所に忍び込んだとき、爆発事故が起きる。エレーナを助けようとしたデヴィッドは、大男に変身。マクギーは、大男が彼女を抱えて外に出るのを目撃する。
エレーナは爆発による負傷のため死亡し、デヴィッドもまた死亡したとされた。マクギーは、大男が二人を殺したのだと思いこみ、「ハルク」と名づけてその行方を追跡することを決意する。生きたまま墓標を立てられたデヴィッドは、自分の身体を元に戻すか、変身を抑制する方法を見つけるため、ハルクを探し求めるマクギーから逃れながら、当てのない旅を続けることになる。

## キャスト
- 超人ハルク：ルー・フェリグノ（唸り声吹替：山内茂樹）
- デヴィッド・ブルース・バナー博士：ビル・ビクスビー（吹替：有川博[1]）
- ジャック・マクギー記者：ジャック・コルビン（吹替：青野武）
- オープニングナレーション：徳丸完

## スタッフ
- 製作総指揮：ケネス・ジョンソン
- 音楽：ジョー・ハーネル
- プロデューサー - 服部比佐夫(日本テレビ)
- 翻訳 - 磯村愛子
- 効果 - PAG
- 調整 - 坂巻四郎
- スタジオ - グロービジョン・スタジオ
- 演出 - 壺井正
- 日本語版製作 - 日本テレビ
- 日本語版配給 - 日本MCA

## 日本での放送
日本では1979年4月7日から1980年9月まで、日本テレビの毎週土曜23:45 - 翌0:40（JST）で放送。本作を最後に、1973年10月開始の『コルディッツ大脱走』以来7年続いた土曜23:45枠の海外ドラマは終了した。
- なおこの枠は1972年10月以来、土曜19:30 - 20:55（→20:54）にプロ野球ナイター中継が編成された際、この枠のドラマ（当初は『土曜イレブン』）を休止して、20:00枠の『全日本プロレス中継』を録画放送していたが、本作が始まった1979年4月より『全日本プロレス中継』を土曜17:30 - 18:25で放送する様に変わったので、本作はプロレスで休止になる事は無かった。

1990年代前半にはスカイパーフェクTV!のスーパーチャンネル（現：スーパー!ドラマTV）で再放送されていた。

## 各話リスト
日本では70本ぐらいまで放送された（正確な話数は不明）。
| No.                                                                        | 邦題                           | 原題                                                    | 日本放送日            |
| -------------------------------------------------------------------------- | ------------------------------ | ------------------------------------------------------- | --------------------- |
| 1-2                                                                        | ハルク誕生 前編・後編          | The Incredible Hulk                                     | 1979年 4月7日 4月14日 |
| 3                                                                          | ロッキーを夢見た男             | Final Round                                             | 4月21日               |
| 4                                                                          | 檻の中の対決                   | The Beast Within                                        | 4月28日               |
| 5                                                                          | 華麗なる殺人の罠               | Of Guilt, Models and Murder                             | 5月5日                |
| 6                                                                          | 恐怖のタイムズスクエアー       | Terror in Times Square                                  | 5月12日               |
| 7                                                                          | 空港ロッカー14番               | The Hulk Breaks Las Vegas                               | 5月19日               |
| 8                                                                          | スカイパニック747              | 747                                                     | 5月26日               |
| 9                                                                          | 赤ちゃんの値段                 | Life and Death                                          | 6月2日                |
| 10                                                                         | 大地震                         | Earthquakes Happen                                      | 6月9日                |
| 11-12                                                                      | 一人ぼっちの相続人 前編・後編  | A Death in the Family The Return of the Incredible Hulk | 6月16日 6月23日       |
| 13-14                                                                      | 愛の鎮魂歌 前編・後編          | Married Bride of the Incredible Hulk                    | 1979年 6月30日 7月7日 |
| 15                                                                         | 海岸通りの未亡人               | The Waterfront Story                                    | 7月14日               |
| 16                                                                         | アントワークの怪物             | The Antowuk Horror                                      | 7月21日               |
| 17                                                                         | パパ、僕をぶたないで           | A Child in Need                                         | 7月28日               |
| 18                                                                         | 愛馬レインボーズ・エンド       | Rainbow's End                                           | 8月4日                |
| 19                                                                         | 不思議の国のアリス             | Alice in Disco Land                                     | 8月11日               |
| 20                                                                         | チャイナタウンの決闘           | Another Path                                            | 8月18日               |
| 21                                                                         | 輪転機をとめろ                 | Stop the Presses                                        | 9月1日                |
| 22                                                                         | 手錠のままの脱出               | Escape from Los Santos                                  | 9月8日                |
| 23                                                                         | 油田大爆破                     | Wildfire                                                | 9月15日               |
| 24                                                                         | 悪の予備軍                     | Like a Brother                                          | 9月22日               |
| 25                                                                         | 逃避                           | A Solitary Place                                        | 9月29日               |
| 26                                                                         | 幽霊屋敷                       | Haunted                                                 | 10月6日               |
| 27                                                                         | 私はヘミングウェイ             | No Escape                                               | 10月13日              |
| 28                                                                         | 発掘されたハルクの壁画         | Kindred Spirits                                         | 10月20日              |
| 29                                                                         | チャイナタウンの再会           | The Disciple                                            | 11月24日              |
| 30                                                                         | 天使のリッキー                 | Ricky                                                   | 12月1日               |
| 31                                                                         | 包帯の中の顔 前編              | Mystery Man, Part 1                                     | 12月8日               |
| 32                                                                         | 包帯の中の顔 後編              | Mystery Man, Part 2                                     | 12月15日              |
| 33                                                                         | 激突！強奪されたタンクローリー | Never Give a Trucker an Even Break                      | 12月22日              |
| 34                                                                         | 復讐の連続スタンド爆破         | Vendetta Road                                           | 12月29日              |
| 35                                                                         | 殺人タックル                   | Killer Instinct                                         | 1980年 1月5日         |
| 36                                                                         | ハルクを名乗る男               | The Confession                                          | 1月12日               |
| 37                                                                         | モロー博士の人体実験           | The Quiet Room                                          | 1月19日               |
| 38                                                                         | 危険な廃棄物                   | Blind Rage                                              | 1月26日               |
| 39                                                                         | 囚人番号1124                   | The Slam                                                | 2月2日                |
| 40                                                                         | ロックの女王                   | Metamorphosis                                           | 2月9日                |
| 41                                                                         | ロデオの英雄                   | Jake                                                    | 2月16日               |
| 42                                                                         | タクシードライバー             | Behind the Wheel                                        | 2月23日               |
| 43                                                                         | 老奇術師の恋                   | My Favorite Magician                                    | 3月1日                |
| 44                                                                         | 人間狩り                       | The Snare                                               | 3月8日                |
| 45                                                                         | 天才少女ジョリーン             | Brain Child                                             | 3月15日               |
| 46                                                                         | 金庫破り                       | Captive Night                                           | 3月22日               |
| 47                                                                         | 祈祷師ババラオ                 | Babalao                                                 | 3月29日               |
| 48                                                                         | 二人のデビッド                 | Broken Image                                            | 4月5日                |
| 49                                                                         | 妹                             | Homecoming                                              | 4月12日               |
| 50                                                                         | 魔女狩り                       | Sideshow                                                | 4月19日               |
| 51                                                                         | マクギーの記者魂               | Proof Positive                                          | 4月26日               |
| 52                                                                         | オートバイ野郎                 | Long Run Home                                           | 5月3日                |
| 53                                                                         | デスマスク殺人事件             | Deathmask                                               | 5月10日               |
| 54                                                                         | 落ちた天使                     | Falling Angels                                          | 5月17日               |
| 55                                                                         | 女ボスルーシー                 | Rock and a Hard Place                                   | 5月24日               |
| 56                                                                         | 山火事                         | On the Line                                             | 5月31日               |
| 57                                                                         | 一攫千金を夢見た男             | The Lottery                                             | 6月7日                |
| 58                                                                         | 誘拐 残された9時間             | Nine Hours                                              | 6月14日               |
| 59                                                                         | 仮面舞踏会の夜                 | Equinox                                                 | 6月21日               |
| 60                                                                         | 超能力を持つ女                 | The Psychic                                             | 6月27日               |
| 61                                                                         | 脅迫状                         | Goodbye, Eddie Cain                                     | 7月5日                |
| 1980年7月12日から9月30日（第62話から第??話まで）までに放送された邦題は不明 |                                |                                                         |                       |
| 原題不明のエピソード                                                       |                                |                                                         |                       |
| ?                                                                          |                                | Prometheus, Part 1                                      |                       |
| ?                                                                          |                                | Prometheus, Part 2                                      |                       |
| ?                                                                          |                                | Free Fall                                               |                       |
| ?                                                                          |                                | Dark Side                                               |                       |
| ?                                                                          |                                | Deep Shock                                              |                       |
| ?                                                                          |                                | Bring Me the Head of the Hulk                           |                       |
| ?                                                                          |                                | Fast Lane                                               |                       |
| ?                                                                          |                                | Goodbye, Eddie Cain                                     |                       |
| ?                                                                          |                                | King of the Beach                                       |                       |
| ?                                                                          |                                | Wax Museum                                              |                       |
| ?                                                                          |                                | East Winds                                              |                       |
| ?                                                                          |                                | The First, Part 1                                       |                       |
| ?                                                                          |                                | The First, Part 2                                       |                       |
| ?                                                                          |                                | The Harder They Fall                                    |                       |
| ?                                                                          |                                | Interview with the Hulk                                 |                       |
| ?                                                                          |                                | Half Nelson                                             |                       |
| ?                                                                          |                                | Danny                                                   |                       |
| ?                                                                          |                                | Patterns                                                |                       |
| ?                                                                          |                                | The Phenom                                              |                       |
| ?                                                                          |                                | Two Godmothers                                          |                       |
| ?                                                                          |                                | Veteran                                                 |                       |
| ?                                                                          |                                | Sanctuary                                               |                       |
| ?                                                                          |                                | Triangle                                                |                       |
| ?                                                                          |                                | Slaves                                                  |                       |
| ?                                                                          |                                | A Minor Problem                                         |                       |

### テレビ映画
| 邦題                                                              | 原題                             | 米国放送日    |
| ----------------------------------------------------------------- | -------------------------------- | ------------- |
| 新 超人ハルク／勇者伝説（VHS） 超人ハルク リターンズ（DVD）       | The Incredible Hulk Returns      | 1988年5月22日 |
| 超人ハルク'90（VHS） 超人ハルク "敵か？味方か？テアデビル"（DVD） | The Trial of the Incredible Hulk | 1989年5月7日  |
| 超人ハルク／最後の闘い                                            | The Death of the Incredible Hulk | 1990年2月18日 |

## その他
- 「スカイパニック747」“747”のエピソードで、映画「エアポート'75」のボーイング747飛行・着陸シーンが流用されている。
- 「激突！ 強奪されたタンクローリー」“Never Give a Trucker an Even Break”のエピソードで、スティーヴン・スピルバーグ監督のテレビ映画「激突!」のカーチェイス・シーンが流用されている。
- 続編の「新 超人ハルク／勇者伝説」では、北欧神話の神オーディンの息子ソー（トールの英語読み）が登場。これは、ソーを主人公としたテレビシリーズのパイロット版を兼ねていたからだが、シリーズ化は実現しなかった。また、マクギー記者の所属先が、ニューヨーク・グローブ紙に変わっていた。
- 続編の「超人ハルク'90」では、同じマーベル・コミックのヒーロー、デアデビル（なぜか日本語版ではテアデビルになっている）が登場。これも、デアデビルのテレビシリーズのパイロット版を兼ねていたからだが、やはりシリーズ化はされなかった。
- 日本では過去にユニバーサル・ピクチャーズ・ジャパン（現NBCユニバーサル・エンターテイメントジャパン）より、パイロット版が収録されたDVDが発売された。日本語吹替はソフト用に新録されたものが収録されている。ブルース・バナー博士（吹替：楠大典）、マクギー記者（吹替：廣田行生）。
- ジョージ秋山の漫画に『超人晴子』という作品があり、タイトルは「超人ハルク」のパロディになっているが、内容は全く関係がない。
- 2016年発売のビデオゲーム「レゴ マーベル アベンジャーズ」ではルー・フェリグノがプレイアブルキャラクターとして登場しており、ハルクに変身することができる。

## 関連作品

### テレビ（続編）
- “The Incredible Hulk Returns”（1988）：邦題「新 超人ハルク／勇者伝説」（ポニーキャニオン版VHS）／「超人ハルク リターンズ」（JVD版DVD）
  - 制作総指揮：ニコラス・コリア、ビル・ビクスビー
  - 脚本・監督：ニコラス・コリア

日本語吹替
| 役名                             | 俳優                   | VHS版    | DVD版      |
| -------------------------------- | ---------------------- | -------- | ---------- |
| デヴィッド・ブルース・バナー博士 | ビル・ビクスビー       | 田中信夫 | 有川博     |
| ジャック・マクギー記者           | ジャック・コルヴィン   |          | 青野武     |
| ジャック・ルボー                 | ティム・トマーソン     |          | 納谷六朗   |
| マギー・ショウ                   | リー・パーセル         |          | 沢海陽子   |
| ドナルド・ブレイク               | スティーヴ・レヴィット |          | 加瀬康之   |
| ジョシュア・ランバート           | ジョン・ガブリエル     |          | 秋元羊介   |
| ザック・ランバート               | ジェイ・ベイカー       |          | 小野塚貴志 |

- “The Trial of the Incredible Hulk”（1989）：邦題「超人ハルク'90」（日本コロムビア版VHS）／「超人ハルク 敵か？味方か？テアデビル」（JVD版DVD）
  - 制作総指揮：ジェラルド・ディペゴ
  - 制作：ビル・ビクスビー、ロバート・ユーイング、ヒュー・スペンサー・フィリップス
  - 脚本：ジェラルド・ディペゴ
  - 監督：ビル・ビクスビー

日本語吹替
| 役名                             | 俳優                     | VHS版    | DVD版    |
| -------------------------------- | ------------------------ | -------- | -------- |
| デヴィッド・ブルース・バナー博士 | ビル・ビクスビー         | 田中信夫 | 有川博   |
| ウィルソン・フィスク             | ジョン・リス＝デイヴィス | 大平透   | 楠見尚己 |
| マット・マードック               | レックス・スミス         | 安原義人 | 真殿光昭 |
| エリー・メンデス                 | マルタ・デュボワ         | 駒塚由衣 | 幸田直子 |
| エドガー                         | ニコラス・ホーマン       | 納谷六朗 | 坂東尚樹 |
| アルバート・G・テンデリー        | ジョセフ・マスコロ       | 加藤正之 | 高瀬右光 |

- “The Death of the Incredible Hulk”（1990）：邦題「超人ハルク／最後の闘い」（20世紀フォックス・ホーム・エンターテイメント版DVD[5]）
  - 制作：ビル・ビクスビー、ロバート・ユーイング、ヒュー・スペンサー・フィリップス
  - 脚本：ジェラルド・ディペゴ
  - 監督：ビル・ビクスビー

### 映画
- “Hulk”(2003)『ハルク』
- “The Incredible Hulk”(2008)『インクレディブル・ハルク』

### 国内サイト
- 超人ハルク「魔法のiらんど」 - ウェイバックマシン（2004年7月28日アーカイブ分）

### 海外サイト
- "The Incredible Hulk" - IMDb（英語）
- THE INCREDIBLE HULK television series page

| 日本テレビ 土曜23:45 - 翌0:40枠              | 日本テレビ 土曜23:45 - 翌0:40枠       | 日本テレビ 土曜23:45 - 翌0:40枠 |
| 前番組                                       | 番組名                                | 次番組                          |
| -------------------------------------------- | ------------------------------------- | ------------------------------- |
| ポリス・ストーリー または 全日本プロレス中継 | 超人ハルク 【当番組まで海外ドラマ枠】 | ザ・ライブハウス'80             |